# 小行星12383
小行星12383（12383 Eboshi）是一颗绕太阳运转的小行星，为主小行星带小行星。该小行星于1994年10月发现。

## 轨道参数
小行星12383的轨道半长轴为460 053 391 km（3.0752232 UA），离心率为0.136。